# Kościół Matki Bożej z Góry Karmel we Fgurze
Kościół Matki Bożej z Góry Karmel (malt. Il-Knisja tal-Madonna tal-Karmnu, ang. Church of Our Lady of Mount Carmel) – współczesny, pochodzący z końca XX wieku rzymskokatolicki kościół parafialny położony w miejscowości Fgura na Malcie.

## Historia
Pierwsze prace przy projekcie nowego kościoła parafialnego rozpoczęły się w maju 1974, przy zaangażowaniu architektów Victora Muscata Inglotta, Carmelo Parascandolo i Godfreya Azzopardiego. Po przerwie w latach 1977–1979 z powodów finansowych, w 1981 plany były gotowe. Architekt Edward Micallef został zaangażowany w kolejnej fazie budowy, i w 1988 budynek kościoła był gotowy. Został zainaugurowany i pobłogosławiony przez arcybiskupa Josepha Merciecę 25 maja 1988, zaś konsekrowany 1 lutego 1990 przez tegoż biskupa.

## Kościół

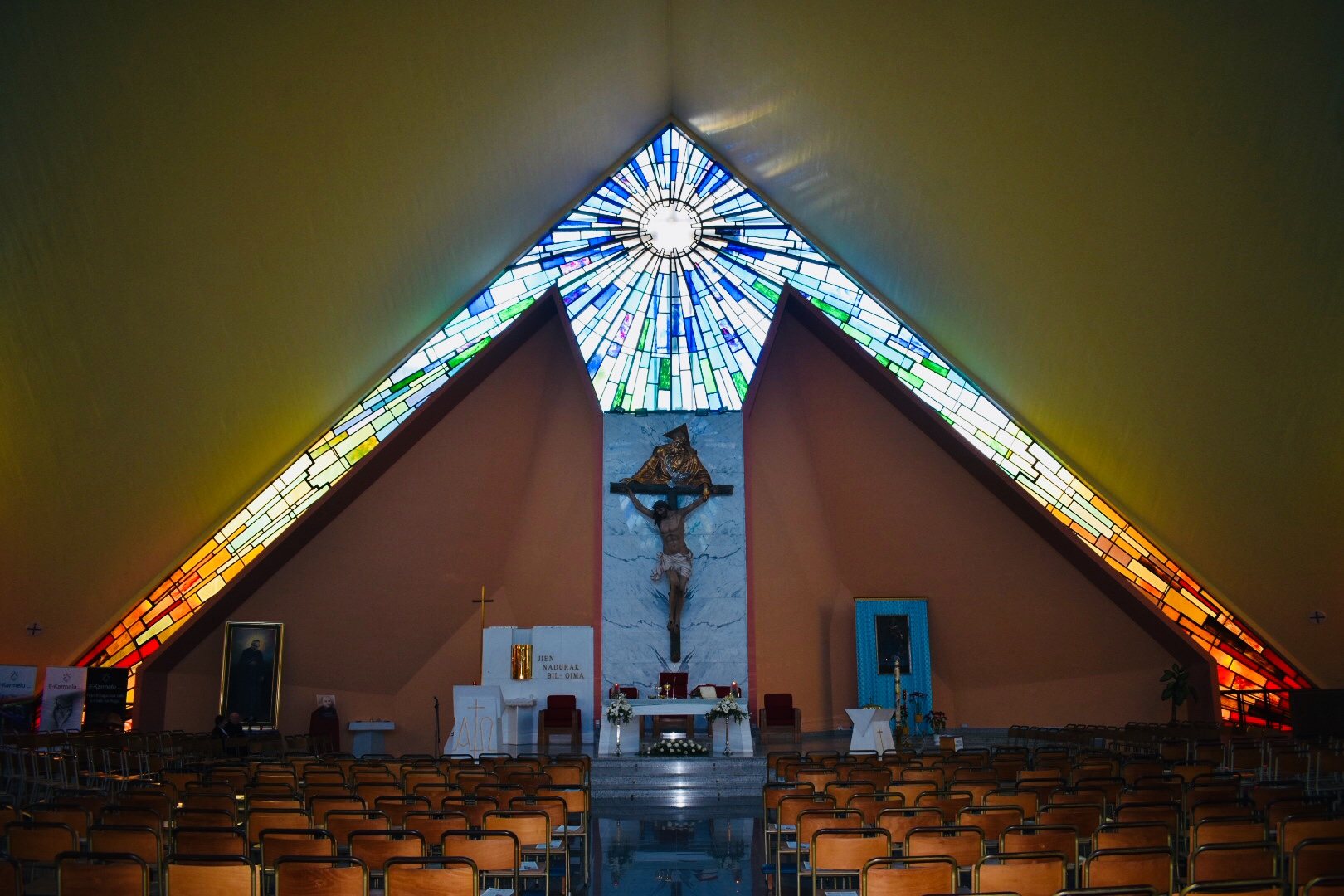
Wnętrze kościoła

Głównym materiałem wspierającym konstrukcję budynku jest wzmocniony beton. Układ z zewnątrz jest piramidalny, z trójkątnymi otworami po czterech stronach, co sprawia wrażenie falującego budynku, który ma wyglądać jak namiot. Fasadę charakteryzuje posąg Jezusa na krucyfiksie, który pierwotnie był przeznaczony do wnętrza. Główną cechą wnętrza, obok innych ozdób sakralnych jest prezbiterium zaprojektowane przez Micallefa w 1987. Witraże zaprojektował artysta Alfred Camilleri. Kościół prowadzony jest przez ojców karmelitów i jest aktywny.

## Ochrona dziedzictwa kulturowego
16 grudnia 2011 kościół wpisany został na listę National Inventory of the Cultural Property of the Maltese Islands pod nr. 00009.